# Kirchenprovinz Campobasso-Boiano
Die Kirchenprovinz Campobasso-Boiano ist eine der vier Kirchenprovinzen der Kirchenregion Abruzzen-Molise der römisch-katholischen Kirche in Italien.

## Geschichte
Das Bistum Boiano wurde im 11. Jahrhundert gegründet und war Suffraganbistum von Benevent. Am 29. Juni 1927 wechselte das Bistum Boiano seinen Namen zu Boiano-Campobasso und wurde als solches am 11. Februar 1973 zum Erzbistum mit drei Suffraganbistümern erhoben.

## Gliederung
Folgende Bistümer gehören zur Kirchenprovinz:
- Metropolitanbistum Campobasso-Boiano
  - Bistum Isernia-Venafro
  - Bistum Termoli-Larino
  - Bistum Trivento